# Евдокија Комнин (ћерка цара Алексија I)
Евдокија Комнина Порфирогенит (средњегрч. Ευδοκια Κομνηνη) је била византијска принцеза – ћерка цара Алексија I Комнина.
Евдокија је рођена 14. јануара 1094. године у Порфирној одаји Царске палате у Цариграду. Била је ћерка византијског цара Алексија I Комнина и Ирине Дука. Била је сестра византијског цара Јована II Комнина и Ане Комнин. У својој "Алексијади", Ана Комнина помиње да је Евдокија рођена у пурупуру била трећа ћерка царског пара.
Јован Зонара у својој хроници помиње да је Евдокија била удата за сина протопроедра Константина Јасита, који се звао Михаило. Имају једног сина - Алексија Јасита, чије је име сачувано у тзв. Споменик породици царице Ирине Дукине, постављен у литургијски типик манастира Христа Човекољубца.
У хроници Јована Зонаре помиње се да је царицу иритирало охоло понашање њеног зета, који се према њеној ћерки није понашао како доликује принцези рођеној у пурпуру, а често је и саму царицу ниподаштавао, тако да током болести своје ћерке царица Ирина приморала је Евдокију да се замонаши и протерала њеног мужа из палате. Евдокијино монаштво се одиграло пре 1116. године, када датира први део типика манастира „Пресвета Богородица Кехаритоменска“, који је написала царица, која је Евдокији поверила манастирски статут и управљање манастиром.
У својој "Алексијади", Ана Комнина описује бригу Евдокије за свог оца цара Алексија I на самртној постељи.
Евдокија Комнина је умрла млада, пре њеног брата Андроник, тј. пре 1130 – 1131.